# Gil Ioniță
Gil Ioniță (n. 23 noiembrie 1952, Onești, d. 20 ianuarie 2004, Bacău) a fost un cântăreț român de muzică folk. 
Gil Ioniță a absolvit în 1975 Facultatea de Științe Juridice a Universității „Alexandru Ioan Cuza” din Iași. După absolvire a lucrat ca juristconsult la I.P.E.P Bacău, apoi ca avocat în cadrul Baroului Bacău.
A început să cânte la Onești împreună cu Ion Moraru și Marcela Saftiuc însă lansarea sa ca solist de muzică folk s-a realizat în timpul studenției, când a înființat, împreună cu Ion Moraru și Cezar Ionescu, grupul Folk 73.
A participat la spectacolele Cenaclului Flacăra condus de Adrian Păunescu. Colaborarea la Cenaclul Flacăra s-a realizat în două etape: o primă perioadă între 1973 și 1975, și apoi, după o pauză de câțiva ani, între 1981-1989. În 1983 a fost distins cu două premii speciale ale Cenaclului, pentru creație și compoziție.  
A lucrat în calitate de avocat la Bacău.   
S-a stins din cauza unui cancer la doar 52 de ani. 
Începând din 2005 este organizată în fiecare an la Biblioteca „Radu Rosetti” din Onești „Gala folk In memoriam Gil Ioniță”.

## Repertoriu
albume: Lasati-ma sa merg pe bicicleta; producator: Fundatia Om Bun; an: 2004
- Adio, pâine neagră!
- A treia pace mondială 1982
- Baladă pentru viitor
- Capul lui Mihai Viteazul
- Cântec pentru artiști
- De la moșii noștri noi am învățat
- Din bătrâni
- Dragoste de țigani
- Gânduri
- Îmbătrânește numărul la poartă 1980
- Jurământ la Putna
- Latinitatea strigă din tranșee
- Lăsați-mă să merg pe bicicletă 1977
- Mama mamii lor
- Ordinea de zi
- Sala de așteptare
- Să ne iubim 1977
- Spălătoria din Tribunal
- Solitudine solitară
- Sonete pluvioase
- Telefon îmbătrânind